# Józef Rec
Józef Rec (ur. 23 stycznia 1883 w Czajkowej, zm. 6 lipca 1940 na górze Gruszka) – polski nauczyciel, oficer, podczas II wojny światowej organizator kurierskiej trasy przerzutowej z ramienia Polskiego Komitetu Służby Zwycięstwu Polski i Związku Walki Zbrojnej, ofiara egzekucji na górze Gruszka dokonanej przez Niemców.

## Życiorys

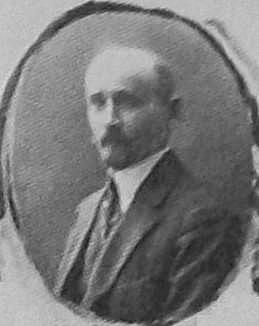
Józef Rec (1927)

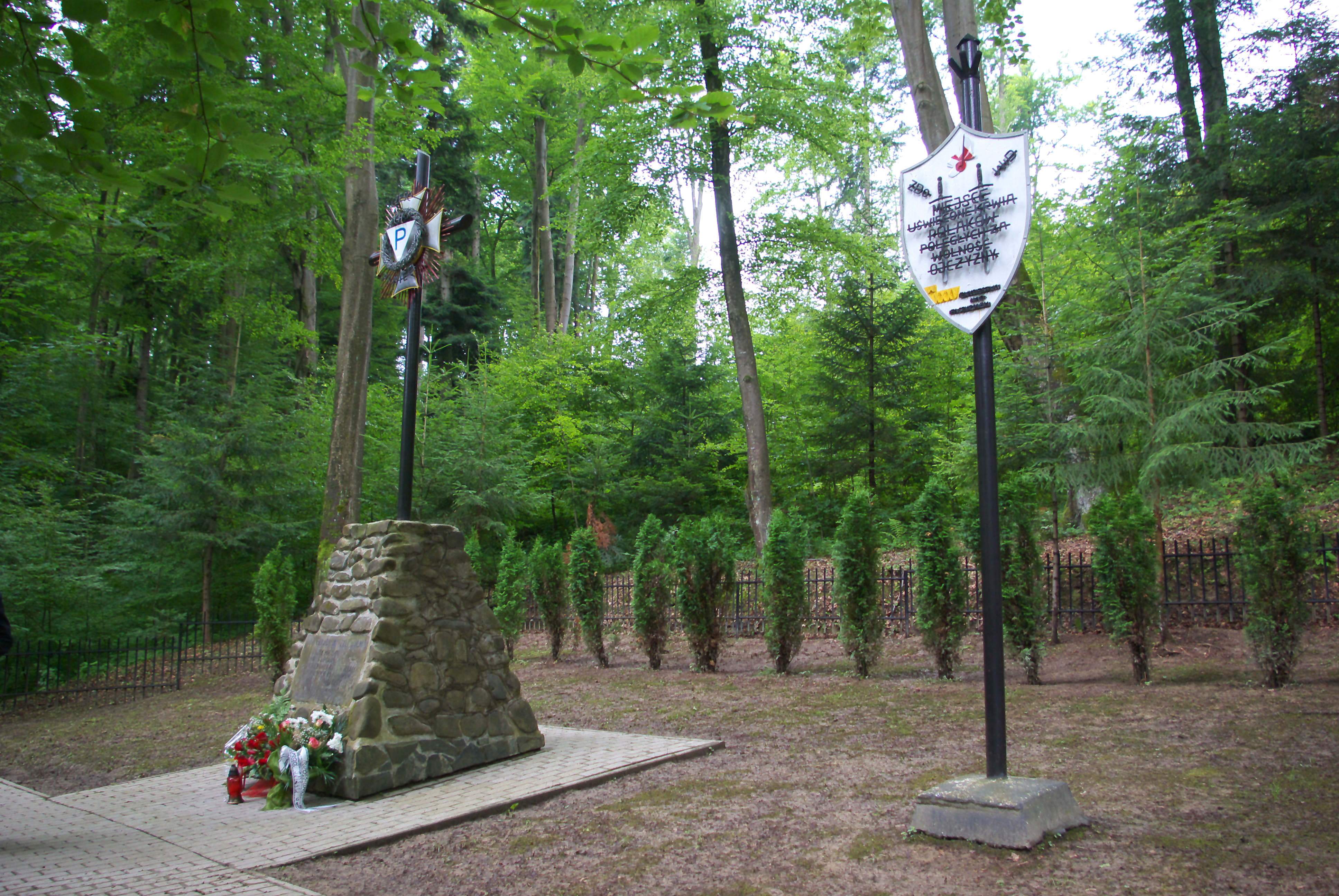
Pomnik u podnóża góry Gruszka

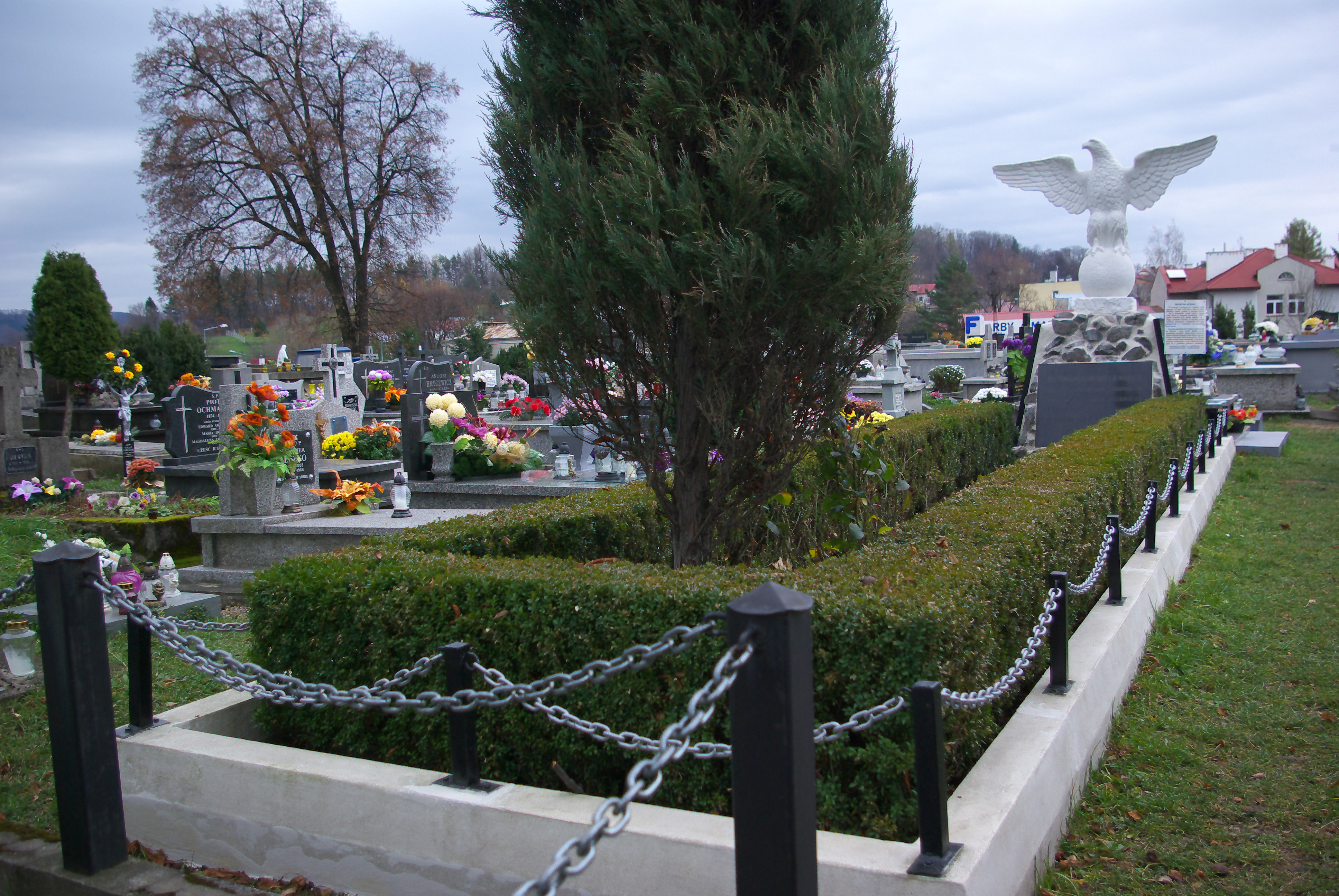
Mogiła zbiorowa i pomnik na Cmentarzu Centralnym w Sanoku

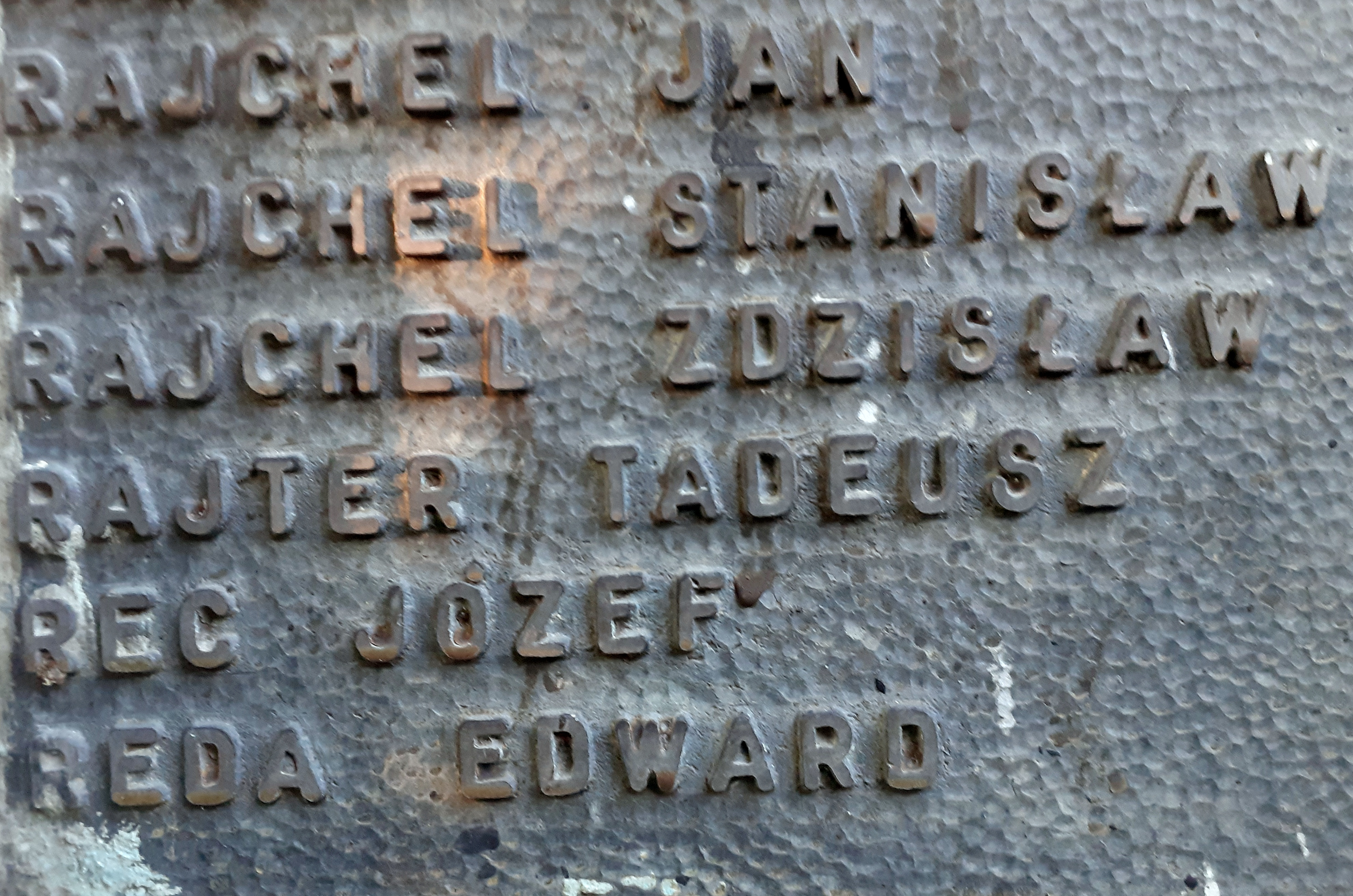
Upamiętnienie na Mauzoleum w Sanoku

Urodził się 23 stycznia 1883 w Czajkowej. Był synem Wawrzyńca i Marii z domu Bąk. Miał brata Władysława.
Zdał egzamin dojrzałości w Gimnazjum w Mielcu. Ukończył studia na Wydziale Filozoficznym Uniwersytetu Jagiellońskiego. Został nauczycielem filologii klasycznej. Reskryptem z 3 lutego 1911 C.K. Rady Szkolnej Krajowej jako kandydat nauczycielski został mianowany zastępcą nauczyciela w C.K. Gimnazjum Męskim w Sanoku. Reskryptem z 5 września 1912 C.K. Rady Szkolnej Krajowej jako zastępca nauczyciela został przeniesiony z Sanoka do C.K. Gimnazjum w Gorlicach, po czym analogiczną formą decyzji z 3 września 1913 został przeniesiony z powrotem do sanockiego gimnazjum. W sanockim gimnazjum uczył języka łacińskiego i języka greckiego. Po wybuchu I wojny światowej w roku szkolnym 1915/1916 odbywał służbę wojskową. Był oficerem c. i k. armii. Jako jeniec przebywał w niewoli rosyjskiej, po czym w drugim półroczu roku szkolnego 1918/1919 ponownie był nauczycielem w gimnazjum w Sanoku wykładając język łaciński i język niemiecki. Po odzyskaniu przez Polskę niepodległości w latach 20. II Rzeczypospolitej pozostawał nauczyciel przemianowanego Państwowego Gimnazjum Męskiego im. Królowej Zofii w Sanoku, wykładając język łaciński, matematykę, historię, kaligrafię, zaś ponadto w roku szkolnym 1927/1928 był pomocnikiem kancelarii dyrekcji szkoły. W 1928 został przeniesiony z Sanoka do Państwowego Gimnazjum w Sokalu, a w 1932 jako nauczyciel tej szkoły został przeniesiony w stan spoczynku.
Przed 1914 należał do Sanockiej Chorągwi Drużyn Bartoszowych. Był członkiem sanockiego gniazda Polskiego Towarzystwa Gimnastycznego „Sokół” (1921, 1922, 1932, 1924). 26 października 1919 został wybrany zastępcą sekretarza sanockiego koła Towarzystwa Nauczycieli Szkół Wyższych. 29 stycznia 1922 został wybrany skarbnikiem sanockiego koła Towarzystwa Nauczycieli Szkół Średnich i Wyższych. Później był członkiem zarządu koła TNSŚiW w Sokalu.
10 sierpnia 1912 w Kościele Przemienienia Pańskiego w Sanoku zawarł związek małżeński z Antoniną Germak (ur. 29 maja 1884, córka szewca z Sanoka, Jana Germaka), nauczycielką z Tarnawy Górnej, która na początku XX wieku była nauczycielką w Sanoku. Oboje mieli córkę Marię Joannę (ur. 1913, przed 1939 nauczycielka gimnazjalna), syna Kazimierza Stanisława (ur. 1920, absolwent Państwowego Gimnazjum im. Królowej Zofii w Sanoku z 1938, później student, zm. 1949). Jego żona Antonina na początku lat 30. mieszkała w Sanoku przy ulicy Bartosza Głowackiego. W Sanoku Józef Rec zamieszkiwał przy ulicy Floriańskiej – od 1937 ulica Michała Słuszkiewicza – pod numerem domu 14 (później na jego posesji powstał blok mieszkalny pod adresem przemianowanej ulicy Ignacego Daszyńskiego 10). Uchwałą Rady Miejskiej w Sanoku z początku 1937 został uznany przynależnym do gminy Sanok. Na emeryturze pod koniec lat 30. na stancji w jego domu mieszkali sanoccy gimnazjaliści.
Po wybuchu II wojny światowej w 1939, kampanii wrześniowej i nastaniu okupacji niemieckiej zaangażował się w działalność konspiracyjną. Funkcjonował w tajnym nauczaniu. Wykazywał się inicjatywą i działał w kierunku zaktywizowania środowiska inteligenckiego w Sanoku i okolicach w kierunku tworzenia tras przerzutowych. Był kolejnym po ks. Stanisławie Buczku organizatorem w Sanoku szlaku przerzutowego (kurierskiego) w stronę Węgier na trasie Poraż-Mroczków-Mokre-Wysokie-Habura-Medzilaborce. Obie trasy organizowano w podporządkowaniu inż. Stanisławowi Szczepańcowi na zlecenie Komitetu Porozumiewawczego. Działał z ramienia Polskiego Komitetu Służby Zwycięstwu Polski. Od stycznia 1940, za sprawą przybyłego do Sanoka oficera w stopniu kapitana działającego pod pseudonimem „Czarny”, działalność organizacji przerzutów została scalona i podległa strukturze Związku Walki Zbrojnej. Został członkiem sztabu komendy obwodu ZWZ w Sanoku.
W wyniku prowadzonego śledztwa przez gestapo i zagrożenia ujawnieniem polecono wstrzymanie organizowania przerzutów, jednak Rec podjął ponownie działalność, a wskutek przeprowadzonej przez Niemców prowokacji, nieświadomie dokonał dekonspiracji współpracowników w Porażu, gdzie aresztowany został m.in. kpt. Czesław Wawrosz. Na początku maja 1940 sam także został aresztowany przez Niemców i 14 maja 1940 osadzony w więzieniu w Sanoku. W dniu 5 lipca 1940 wyrokiem niemieckiego sądu specjalnego (Sondergericht) w siedzibie przy sanockim więzieniu został skazany na karę śmierci. Nad ranem 6 lipca 1940 wraz z grupą więźniów został wywieziony z Sanoka i rozstrzelany w lesie na stoku góry Gruszka nieopodal Tarnawy Dolnej (prócz Józefa Reca zostali zgładzeni m.in. kpt. Wawrosz, dwaj wychowankowie sanockiego gimnazjum Jerzy Hertig, Tadeusz Nunberg oraz jako jedyna kobieta wśród ofiar, Leokadia Górska, żona kapitana z garnizonującego do 1939 w Sanoku 2 Pułku Strzelców Podhalańskich). Egzekucję przeprowadzili funkcjonariusze niemieckiego 45. batalionu policyjnego (niem. Polizei-Bataillon 45), stacjonującego w Rzeszowie. Po wojnie w 1947 szczątki ofiar zostały ekshumowane i złożone w mogile zbiorowej na cmentarzu przy ul. Rymanowskiej w Sanoku. W jej miejscu powstał pomnik, na którym umieszczono tablicę z inskrypcją: Męczennikom za wolność i demokrację. Mogiła zbiorowa Polaków zamordowanych bestialsko przez zbirów hitlerowskich w czasie okupacji powiatu sanockiego od września 1939 r. do czerwca 1944 r. Cześć waszej pamięci., na którego postumencie znajduje się rzeźba Sokoła autorstwa Stanisława Jana Piątkiewicza, w 2013 przy pomniku umieszczono dwie tablice z listą zamordowanych na górze Gruszka (wśród 112 wymienionych ofiar został podany Józef Rec). U podnóża wzniesienia Gruszka znajduje się zbiorowa mogiła ofiar egzekucji w formie ziemnego kurhanu, na którym w 1961 ustanowiono upamiętniający zbrodnię obelisk.
Tuż po wojnie jego żona mieszkała przy ul. Mickiewicza 9 w Sanoku.

## Upamiętnienie
Podczas „Jubileuszowego Zjazdu Koleżeńskiego b. Wychowanków Gimnazjum Męskiego w Sanoku w 70-lecie pierwszej Matury” 21 czerwca 1958 nazwisko Józefa Reca zostało wymienione w apelu poległych w gronie poległych w obronie Ojczyzny w latach 1939–1945 oraz na ustanowionej w budynku gimnazjum tablicy pamiątkowej poświęconej poległym i pomordowanym osobom związanych z sanockim gimnazjum.
W 1962 Józef Rec został upamiętniony wśród innych osób wymienionych na jednej z tablic Mauzoleum Ofiar II Wojny Światowej na obecnym Cmentarzu Centralnym w Sanoku.
Po latach z uznaniem o prof. Józefie Recu wypowiedział się w swoich wspomnieniach były uczeń sanockiego gimnazjum ks. Zdzisław Peszkowski.